# Matthews Kambale
Matthews Kambale (ur. 27 grudnia 1952) – malawijski lekkoatleta specjalizujący się w biegu długodystansowym.
Dwukrotnie brał udział w igrzyskach olimpijskich. Na igrzyskach w 1972 zajął 56. miejsce w maratonie, natomiast na igrzyskach w 1984 roku nie ukończył maratonu, jak również odpadł w eliminacjach biegu na 10 000 metrów.